# Vaux-Montreuil
Vaux-Montreuil é uma comuna francesa na região administrativa de Grande Leste, no departamento das Ardenas. Estende-se por uma área de 8,35 km². Em 2010 a comuna tinha 108 habitantes (densidade: 12,9 hab./km²).